# Novacastria
Novacastria is een geslacht van kevers uit de familie bladkevers (Chrysomelidae).
De wetenschappelijke naam van het geslacht werd in 1983 gepubliceerd door Selman Selman & Lowman.

## Soorten
- Novacastria nothofagi Selman & Lowman, 1983